# Songs the Lord Taught Us
Songs the Lord Taught Us -En Español: Canciones que el Señor nos enseñó- es el tercer álbum de estudio de la banda estadounidense de punk y rockabilly The Cramps, lanzado en 1980 por I.R.S. en los Estados Unidos, y por Ilegal en el Reino Unido. Fue producido por Alex Chilton y grabado en el Estudio Sun, en Memphis.
El álbum cuenta con covers de temas de los años 50 como Fever, reinventados con el sonido psychobilly y punk típico de la banda; y lo alterna con temas originales.
En el 2020 el álbum fue incluido en la lista de los 80 mejores álbumes de 1980 de la revista Rolling Stone, ocupando el puesto 79.

## Antecedentes
The Cramps venía de una gira por el Reino Unido durante 1979. En medio de la gira firmaron un contrato con la disquera británica Ilegal para grabar un álbum. El trato fue posible gracias al mánager de The Police Miles Copeland, que luego de verlos tocar en vivo decidió apoyarlos.
Las sesiones de grabación del nuevo disco se dieron a su regreso del Reino Unido, en los estudios Sun, de Sun Records, en Memphis, Tennessee (donde habían también grabado Elvis Presley, Carl Perkins y Johnny Cash durante los años 50).
A pesar de cumplir con un sueño personal (poder grabar un disco en el estudio de los primeros artistas de rock 'n' roll), los miembros de la banda tuvieron inconvenientes con la grabación del álbum. Los ingenieros de Sun estaban incómodos con el aspecto de la banda y con el sonido distorsionado de sus canciones, además de no mostrar ánimo de colaborar en la mezcla final.
En palabras de la guitarrista del grupo, Poison Ivy:

Se sentaban allí y decían '¿Cómo puedes escuchar esta distorsión todo el día?' Y cada vez que Alex quería poner sus manos en el tablero para mover los faders, era '¿Cómo te atreves?'
Poison Ivy

Además, la mezcla final no gustó a los miembros de la banda, a pesar de que al productor Chilton le parecía un buen trabajo. Chilton insistió sin embargo en rehacer todos los temas, a lo que Lux y Poison Ivy se negaron. Al final los tres se pusieron de acuerdo y aprobaron la mezcla final.
Al problema con los ingenieros de Sun y el descontento con la mezcla final, se sumó la adicción a la heroína del guitarrista Bryan Gregory, quien ya empezaba a mostrarse hostil con sus compañeros de banda, por lo que no fue llevado a la gira de promoción del disco cuando éste fue publicado.

## Contenido

### Canciones
El álbum cuenta con 5 versiones de temas de los años cincuenta y sesenta: Fever, de Little Willie John (grabada por Elvis Presley en su álbum de 1960 Elvis is Back!); Rock in the Moon, de Jimmy Stewart; Strychine, de The Sonics; Tornado, de Dale Hawkins; y Sunglasses After Dark, de Dwigth Pullen. Los otros temas son originales del vocalista Lux y la bajista Poison Ivy.

### Portada
La foto de cubierta del álbum muestra a los 4 integrantes del grupo vestidos con ropas oscuras e un fondo negro, con el nombre de la banda y del álbum en letras moradas.

## Lanzamiento y promoción
El álbum fue publicado en 1980. En los Estados Unidos fue lanzado por I.R.S. y en el Reino Unido por Ilegal. Para promocionarlo la banda salió de gira por California, prescindiendo de Gregory, como ya se mencionó.
Como parte de la promoción del álbum, The Cramps actuaron en agosto de 1980, en el Santa Monica Civic Auditorium, donde interpretaron Tear It Up, cover incluido en Songs the Lord Taught Us. La presentación fue grabada para un documental llamado Urgh! A Music War, que fue lanzado en 1981 y donde también aparecen bandas como The Police, XTC y Dead Kennedys.